# Bonsignori (famiglia)
I Bonsignori o Buonsignori o Bonsignore sono un'antica casata della nobiltà feudale senese, che fondò la Gran Tavola, l'antesignana della banca universale e la più grande e importante banca al mondo per oltre un secolo.

## Le origini
Le origini della famiglia si perdono nel Medioevo senese. Si trattava di una famiglia di antica nobiltà feudale. Le loro proprietà immobiliari a Siena e nel contado offrivano solide garanzie per le loro attività economiche e i prestiti ad interesse concessi a terzi.
I Bonsignori nel XII secolo possedevano i castelli e le terre di Montegiovi, Monte Antico, Monteverdi, Montenero d'Orcia, Bagno Vignoni, Potentino e numerose case, mulini e fondachi in Siena, di cui la maggior parte in loro possesso già prima della fondazione della Gran Tavola, che accrebbe il già solido patrimonio familiare,
Indice dell'elevata ricchezza della famiglia è il fatto che il Comune di Siena non chiese a Bonsignore di Bernardo, che aveva l'appalto della dogana del sale di Siena e Grosseto, alcuna garanzia, come fece invece con gli altri. 
Quando l'imperatore Ottone IV giunse a Siena (1207), riporta uno scrittore anonimo che essi, “e quai erano valenti uomini", stavano "in ponto con arme e con chavagli se bisognio alchuno avenisse"; questo a ulteriore riprova non solo della loro ricchezza ma anche della loro nobile origine poiché, all'epoca, la detenzione delle armi e di piccoli eserciti era prerogativa esclusiva dei nobili.

## La Gran Tavola
Orlando Bonsignori fu il protagonista della fondazione e dell'ascesa della Gran Tavola che, fino alla sua morte, detenne il titolo di prima fra le banche, tanto da essere creditrice di svariati sovrani europei. Anche a seguito del fallimento della Gran Tavola, i Bonsignori continuavano a ricoprire un ruolo importante fra l'aristocrazia cittadina e a tessere parentele con le altre nobili famiglie senesi, tra cui i Tolomei, i Salimbeni e i Piccolomini. Ciampolo Bonsignori, tra i soci della Compagnia dei figli di Bonsignore e nipote di Orlando, sposò intorno alla metà del XIV secolo Mita Tolomei. Suo zio Guglielmo sposò la nobildonna Vanna Salimbeni sul finire del Duecento. Dal loro matrimonio nacque Lando (? - 1314), marito di Verde Ranuccini, genitori di: Guglielmino padre a sua volta di Vanna Bonsignori; Nicolò che sposò Maddalena Savini; Filippo e Fazio. Da Fazio, altro figlio di Orlando, nacquero Fazio detto Cicognino e un altro Lando che sposò Berenice di Sassoforte.
Apparteneva al nobile casato pure Girolamo da Siena (Siena, 1335 circa - Arezzo, 1420), al secolo Girolamo Buonsignori, figlio di Nicolò.

## Attività politiche
Alcuni membri della casata furono coinvolti nelle lotte fra guelfi e ghibellini. Nel 1271 infatti, l'instaurazione di un governo guelfo, escluse le grandi famiglie, fra cui i Bonsignori. Niccolò Bonsignori, capo dei ghibellini senesi, capitanò l'assedio di Castiglione d'Orcia e, dieci anni più tardi, venne esiliato per le sue posizioni politiche.

## Continuazione delle attività economiche
Dopo la morte di Orlando, le redini della banca passarono in mano al figlio Fazio, ma la spietata concorrenza dei nuovi banchieri fiorentini e l'incapacità degli eredi di mantenere le relazioni con cui Orlando accrebbe il suo prestigio personale, portarono la Gran Tavola verso un progressivo fallimento. Sciolta la Gran Tavola, venne fondata la Società dei figli di Bonsignore, con l'ingresso di nuovi soci esterni alla casata e l'uscita di scena di alcuni soci storici. Fra il 1292 e il 1298 i Bonsignori pagarono più di 200 mila fiorini ai creditori, corrispondenti indicativamente a circa 30 milioni di Euro odierni. 
Le attività economiche dei Bonsignori a Siena proseguirono fino al XVI secolo. Dopo il fallimento tuttavia i Bonsignori presero a gestire i traffici della dogana di Trapani. Erano una delle tante famiglie mercantili e nobili toscane che, con le mutate condizioni politiche di Siena, trovarono nel Meridione, e in particolare nella Sicilia, un luogo più adatto alla conservazione del loro prestigio e della loro ricchezza.
La famiglia si attesta in Sicilia fin dalla fine del XIV secolo, dove i suoi membri intrapresero attività economiche riuscendo facilmente a inserirsi nel tessuto sociale ed economico dell'isola, come d'altronde molte altre famiglie di banchieri e mercanti toscani e liguri. Nello stesso periodo è attestato che il nobile Giacomo Bonsignore di Siena, mercante senese, si sia stabilito a Napoli. I Bonsignore andarono quindi a stabilirsi nelle zone di maggior commercio, prendendo in gestione le attività doganiere, tanto in Messina, dove si sviluppa un ramo autonomo, quanto in Agrigento e Trapani. Il ramo trapanese tra 1500 e 1600 espresse vari magistrati civici, i quali ricoprirono alti uffici in particolare nella seconda metà del secolo XVI, tra cui il senatore Raffaele Bonsignore, membro del Senato di Trapani nel 1580 e nel 1581, antica istituzione cittadina. Al ramo trapanese appartiene anche Pietro, mercante vissuto a cavallo tra Cinquecento e Seicento.

## Il ramo di Messina
Si vuole che il ramo messinese sia una diramazione della stessa famiglia, nonostante la mancanza di alcuni documenti.
Questo ramo si rese autonomo con Pietro, nominato giudice a vita il 27 maggio 1363,
cui il re Federico IV assegnò il 2 novembre 1373 la riscossione di 24 onze sulla gabella della dogana di Agrigento. Pietro si rese noto per il fondamentale ruolo di intermediazione avuto nelle trattative fra i vicari di Sicilia e Martino di Montblanc. Sposò Fimia Prefolio, figlia di Francesco, da cui nacque Beatrice. La sorella di Pietro, Costanza, andò in moglie a Damiano Sallimpipi, figlio di Nicola, anch'egli giudice. 
Infine Pietro ebbe la concessione del feudo di Nissuria da parte di Re Martino nel 1393. Tre anni dopo tuttavia il feudo fu restituito al precedente proprietario, il notaio Matteo de Alexio.

## I Bonsignore di Castelvetrano
Troviamo la famiglia Bonsignore in Castelvetrano a partire dal XVII secolo. La famiglia qui si dedicò come molte altre alla coltura degli olivi. La Valle del Belice infatti si attesta fin dai tempi più remoti come terra fertile per gli uliveti. Nel 1791 Don Giovan Battista Bonsignore, un grande proprietario terriero, come risulta dai documenti coevi, fece ‘‘piantare in suo loco grande nel feudo di Seggio circa 1052 piante di ulivo‘‘.
Troviamo tra Sei e Settecento il Dottore Bernardo Nicola Bonsignore che fu giurato in Castelvetrano. Poi i due fratelli Vincenzo, dottore in legge, giurato e giudice criminale a inizio Settecento e Antonino Bonsignore, anch'egli dottore in legge e giurato, che, oltre ad essere avvocato fiscale, era anche avvocato dei poveri. Il padre, pur non avendo conseguito il titolo accademico, non ebbe minori meriti nelle professioni legali. Vincenzo ebbe due figli dal primo matrimonio (uno di essi era Giacomo), i quali furono avviati alla professione paterna. Sposò in seconde nozze una figlia di Leonardo Colles e Majo, proveniente da un'antica famiglia di giurati e discendente dal lato materno della nobile famiglia Di Majo.
La famiglia Bonsignore vanta una lunga tradizione patriottica. Nella prima metà dell'Ottocento la famiglia era composta da Domenico e dai figli Giacomo ed Enrico. Figlio di quest'ultimo era Giovanni: tutte personalità che al meglio esprimevano le esigenze della borghesia liberale castelvetranese partecipando ai moti rivoluzionari del 1848. Inoltre un Vincenzo Bonsignore era membro del Circolo Parini che, nel periodo risorgimentale, raccoglieva la gioventù liberale e progressista.
Eugenio ed Enrico Bonsignore parteciparono all'impresa garibaldina. Si ricordano inoltre Giulio, direttore didattico a Castelvetrano, medaglia di bronzo per i benemeriti dell'istruzione Pubblica (conferita nel 1898) e l'avvocato Giovanni Bonsignore, attivo durante il Risorgimento. Nei secoli intrattennero alleanze matrimoniali con altre famiglie di Castelvetrano e del trapanese, tra cui i Venuti, gli Anelli, i Di Blasi, baroni della Salina di Perollo, i nobili Damiani e Amari, i Cusa, Piccione-Frangipane, Paola, gli Emanuele, i Ponte. 